# Épave de Belitung

Oman
Île de Belitung
- Route prévue du navire
- Routes vers Java

L’épave de Belitung, encore appelée épave Tang ou de Batu Hitam, fut découverte en 1998 par des pêcheurs au large de l'île indonésienne de Belitung, dans le détroit de Gaspar qui la sépare de l'île voisine de Bangka.

## Historique
L'épave de Belitung serait le seul exemple d'épave d'un ancien dhow arabe découvert à ce jour. Ce qu'il restait de l'imposante coque tenait encore ensemble. L'analyse au carbone 14, ainsi que celle des céramiques trouvées dans l'épave, ont permis de la dater du IXe siècle.
L'importance de cette épave tient au fait qu'elle pourrait témoigner d'échanges commerciaux maritimes directs entre la Chine et le Moyen-Orient, qui évitaient les ports indonésiens, notamment celui de Sriwijaya (aujourd'hui Palembang dans le sud de Sumatra), le plus puissant de la région à l'époque.
La cargaison de l'épave consistait en effet presque entièrement de céramique chinoise de Changsha. De nombreux bols notamment étaient emballés dans des jarres du type « Dusun ». Outre de la céramique, on a trouvé des objets en or et en argent, peut-être destinés aux souverains du port de destination. L'ensemble de cette cargaison, qui contenait quelque 60 000 pièces, a été achetée par le gouvernement de Singapour.
L'entreprise allemande Seabed Explorations acheta le site aux pêcheurs après sa découverte et à la fin de l'année 1998, entreprit des fouilles sous licence. Une deuxième campagne de fouilles eut lieu en 1999.

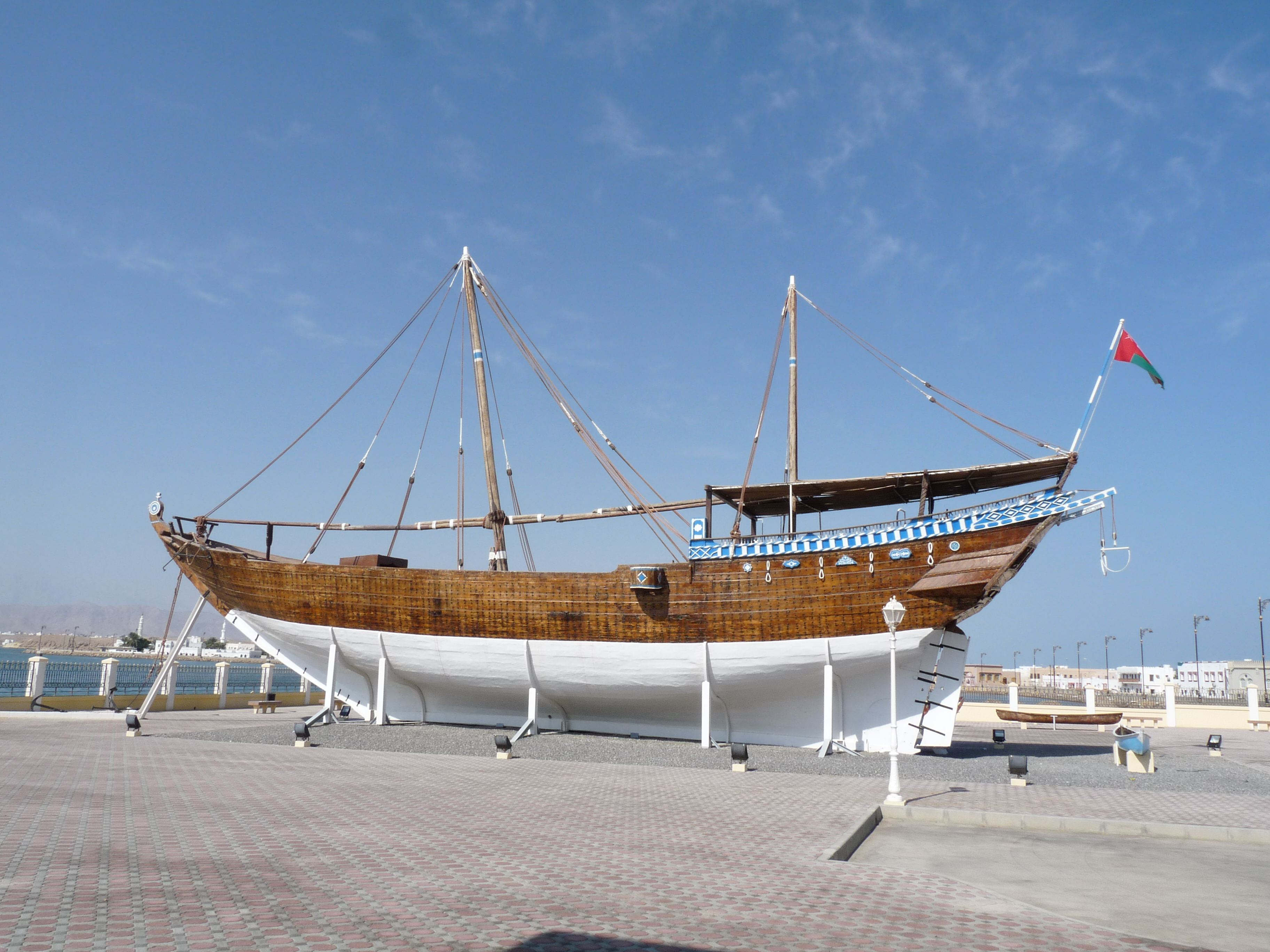
Boutre similaire à l'épave
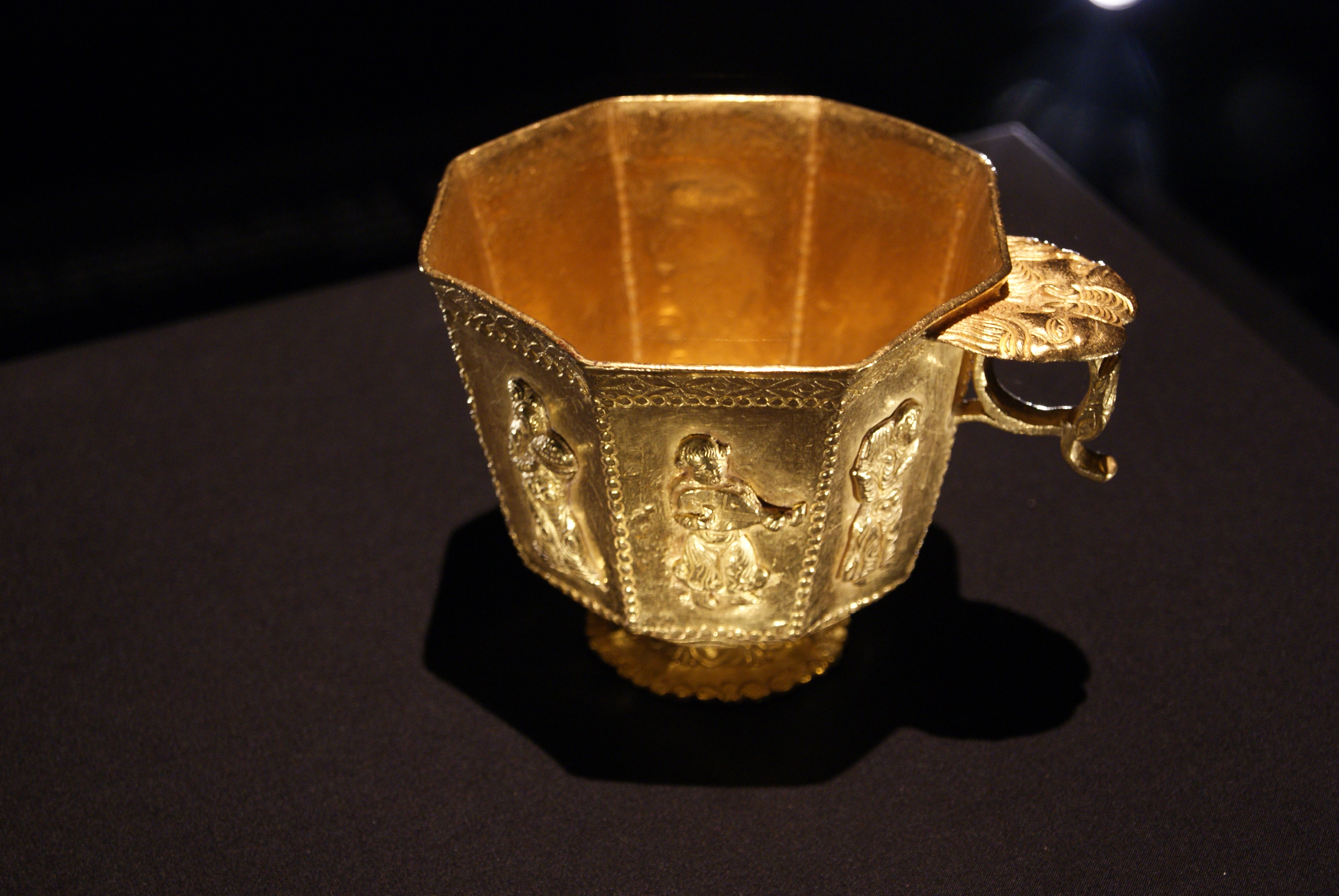
Coupe octogonale en or. ArtScience Museum, Singapour.
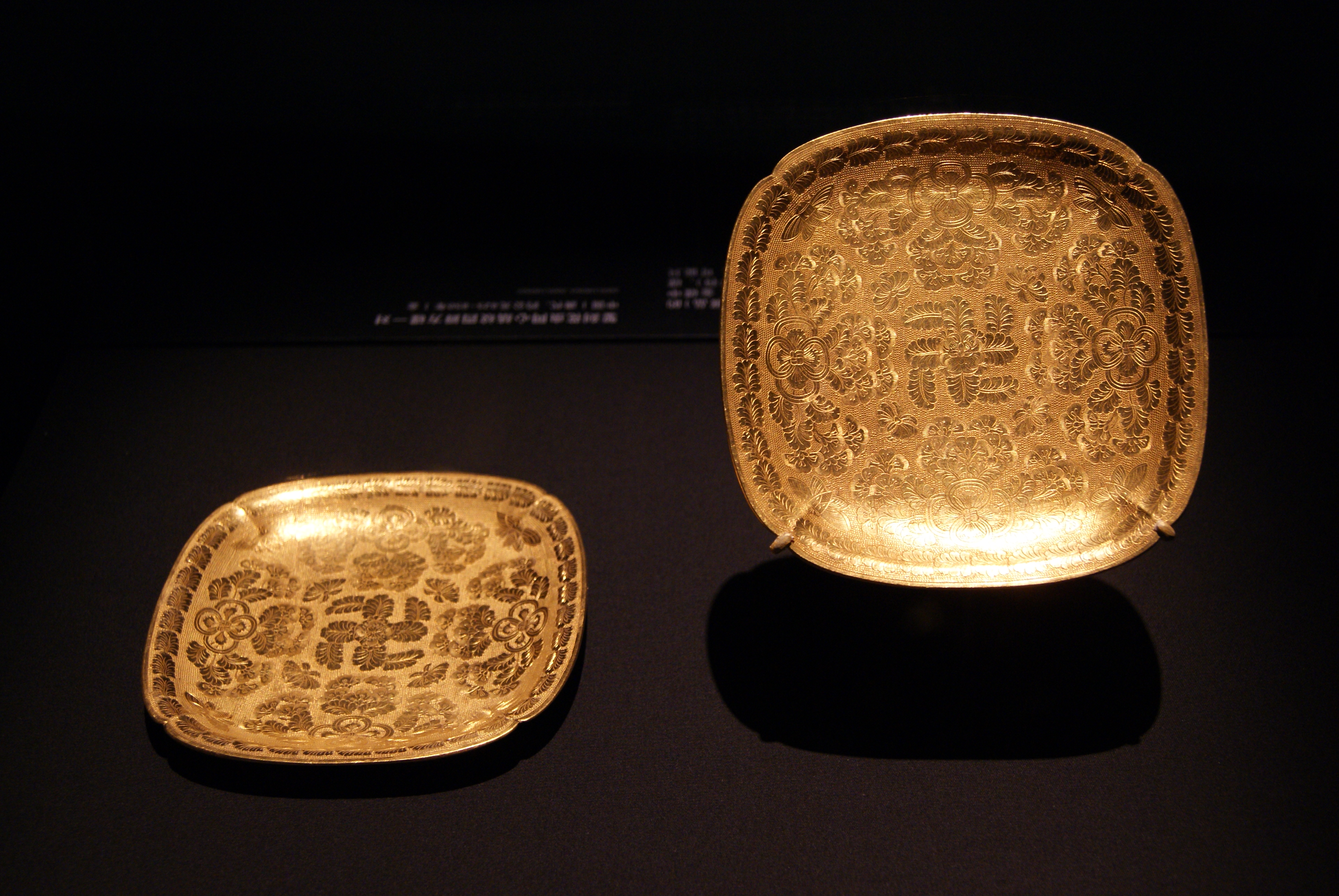
Plats gravés en or. ArtScience Museum, Singapour.
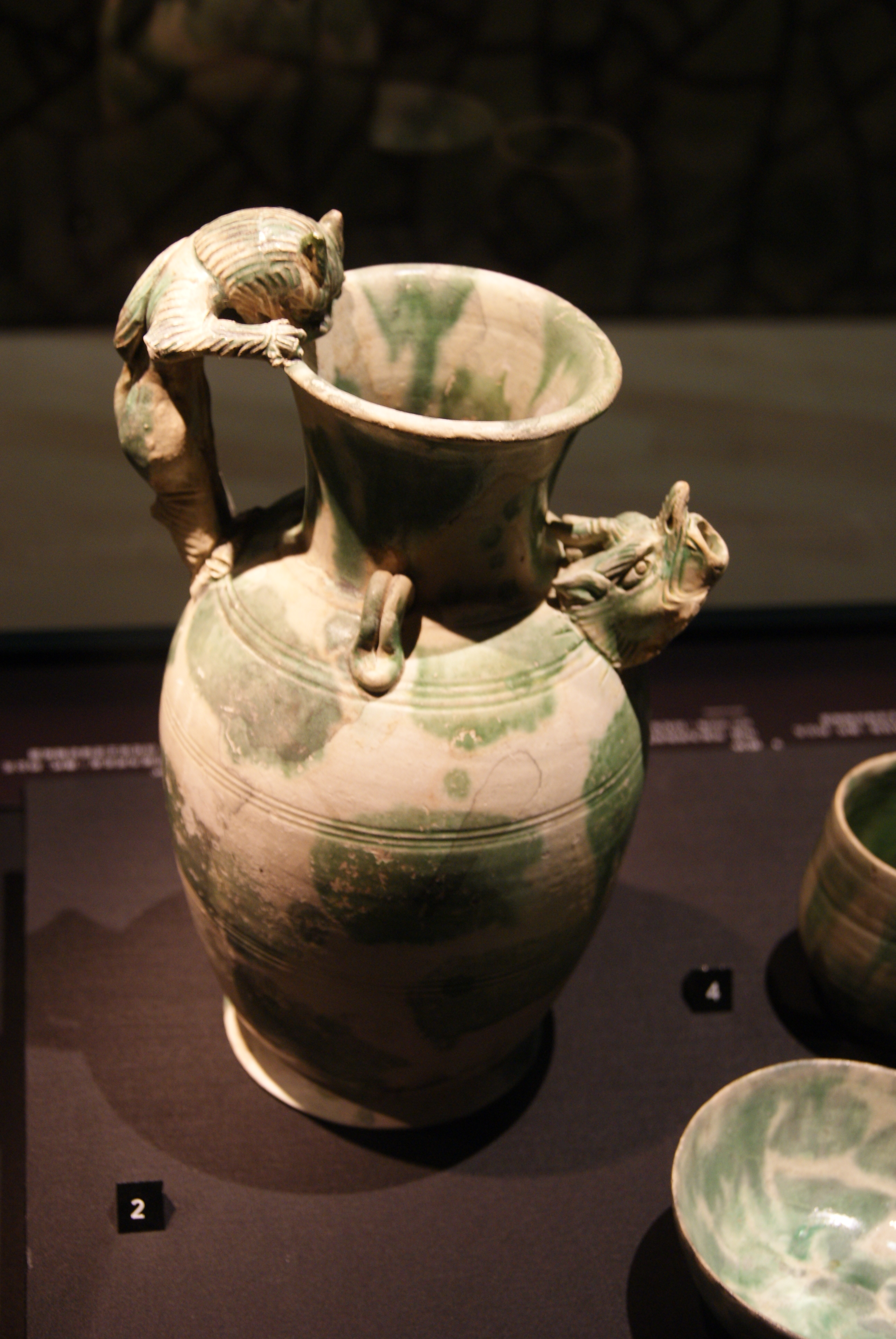
Aiguière à anse représentant un chat. ArtScience Museum, Singapour.